# Schwarzwald-Panorama-Radweg
Der Schwarzwald-Panorama-Radweg führt über 288 Kilometer als Radfernweg von Pforzheim nach Waldshut-Tiengen. Während seines Verlaufes überwindet der Schwarzwald-Panorama-Radweg 2414 m Höhenmeter bergauf und 2358 m Höhenmeter bergab.
Der Radweg wurde im Mai 2011 eröffnet.